# Kąt (Grębów)
Kąt – część wsi Grębów w Polsce, położona w województwie podkarpackim, w powiecie tarnobrzeskim, w gminie Grębów.
W latach 1975–1998 Kąt administracyjnie należał do województwa tarnobrzeskiego.